# گوردان ماراس
گوردان ماراس (انگلیسی: Gordan Maras؛ زادهٔ ۱۳ ژوئن ۱۹۷۴) سیاست‌مدار اهل کرواسی است.